# Norihiro Yamagishi
Norihiro Yamagishi (japanisch 山岸 範宏 Yamagishi Norihiro; * 17. Mai 1978 in der Präfektur Saitama) ist ein ehemaliger japanischer Fußballspieler.

## Karriere
Yamagishi erlernte das Fußballspielen in der Schulmannschaft der Kumagaya High School und der Universitätsmannschaft der Chūkyō-Universität. Seinen ersten Vertrag unterschrieb er 2001 bei den Urawa Reds. Der Verein spielte in der höchsten Liga des Landes, der J1 League. Mit dem Verein wurde er 2006 japanischer Meister. Er trug 2007 zum Gewinn der AFC Champions League bei. Für den Verein absolvierte er 137 Erstligaspiele. 2014 wechselte er zum Zweitligisten Montedio Yamagata. Am Ende der Saison 2014 stieg der Verein in die J1 League auf. Am Ende der Saison 2015 stieg der Verein wieder in die J2 League ab. Für den Verein absolvierte er 99 Ligaspiele. 2017 wechselte er zum Drittligisten Giravanz Kitakyushu. Für den Verein absolvierte er 22 Ligaspiele. Ende 2018 beendete er seine Karriere als Fußballspieler.

## Erfolge
Urawa Reds
- AFC Champions League

Meister: 2007
- J1 League

Meister: 2006
Vizemeister: 2004, 2005, 2007, 2014
- J.League Cup

Sieger: 2003
Finalist: 2002, 2004, 2011, 2013
- Kaiserpokal

Sieger: 2005, 2006
Montedio Yamagata
- Kaiserpokal

Finalist: 2014